# Hencida
Hencida è un comune dell'Ungheria di 1.313 abitanti (dati 2001). È situato nella contea di Hajdú-Bihar.